# 虹橋駅
虹橋駅（こうきょうえき）は、中華人民共和国江蘇省南京市鼓楼区中山北路と模範中路の交差点の北側に開業する予定の、南京地下鉄5号線の駅である。

## 駅名
事業着手当初は南京地下鉄集団は「虹橋駅」の仮称を用いており、2019年月日に「虹橋駅」を駅名として第一次公示された 、2020年1月15日に駅名が「虹橋駅」に決定したことが発表され。

## 駅構造

### のりば
| 番線 | 路線            | 方面                                | 行先            |
| ---- | --------------- | ----------------------------------- | --------------- |
|      | 南京地下鉄5号線 | 下関・静海寺・南京西駅 方面         | 方家営 行き     |
|      | 南京地下鉄5号線 | 三山街・七橋甕・神機営・東善橋 方面 | 江蘇軟件園 行き |

## 隣の駅
南京地下鉄
■5号線
福建路駅 - 虹橋駅 - 青春広場駅